# Мамедов, Меджнун Гадир оглу
Мамедов, Меджнун Гадир оглу (азерб. Məmmədov Məcnun Qadir oğlu; род. 15 сентября 1983, Миндживан, Зангеланский район) — министр сельского хозяйства Азербайджана.

## Биография
Меджнун Мамедов родился 15 сентября 1983 года в поселке Миндживан Зангиланского района.
В 2004 году окончил Азербайджанский государственный экономический университет. В 2004—2006 годах продолжил обучение в Лахорском университете управления Пакистана по специальности «Организация и управление бизнесом». Получил степень магистра.
С 2002 года начал трудовую деятельность в пищевом секторе.  
С 2007 по 2010 год — советник по финансам «Deloitte & Touche».
В 2010—2011 годах являлся директором ООО «AER». 
В 2011—2018 годах работал на различных должностях в компаниях «Modern Group», «PMD Group», «ABN AMRO Bank Kazakhstan».
С 2018 по 2023 год являлся директором ООО «Agro Food Investment».
Возглавлял компанию «Grand-Agro», которая в занимается посадкой оливковых и миндальных садов на Абшероне.
14 апреля 2023 года назначен министром сельского хозяйства Азербайджана.